# Just Schweiz
JUST International AG je švýcarská společnost sídlící v obci Walzenhausen, která působí jak výrobce produktů pro domácnost, péče o tělo a kosmetiky. Rodinná společnost, která má zastoupení ve více než 30 zemích, přímo zaměstnává přibližně 500 zaměstnanců. Výrobky jsou prodávány výhradně přímým prodejem. Obchodních zástupců firmy je přes 120 000.

## Historie
Společnost založil v roce 1930 Ulrich Jüstrich. V roce 1923 emigroval do Argentiny a v roce 1927 pracoval jako prodavač v továrně na kartáče v Buenos Aires. V letech 1928 až 1930 byl hlavním zástupcem této společnosti ve Švýcarsku. Poté, co Ulrich Jüstrich založil vlastní firmu, začal v roce 1932 ve vyšívací továrně svého otce vyrábět vlastní kartáče z přírodních štětin. Výrobky byly distribuovány prostřednictvím prodejních poradců. Od roku 1936 založil Ulrichův bratr Emil prodejní organizaci v Argentině. Jediný výrobní závod mimo Švýcarsko se od roku 1995 nachází v Argentině.
Od roku 1941 začal Ulrich Jüstrich sám vyvíjet a vyrábět kosmetické přípravky pod obchodní značkou JUST.  Následovaly přísady do koupele, přípravky pro péči o vlasy a nohy. Společnost JUST byla po mnoho let známá také ve Švýcarsku díky svým podomním prodejcům. V roce 1956 nastoupil tehdy 24letý Ernst Jüstrich do firmy svého otce.
O deset let později byla založena společnost JUST Germany. O 17 let později vznikla JUST Austria. Po odstoupení Ulricha Jüstricha z funkce v roce 1984 byl v témže roce za jeho nástupce Ernsta Jüstricha otevřen italský trh a o pět let později byly založeny společnosti JUST France a JUST Argentina. V roce 1991 JUST otevřel pobočku v České republice a v roce 1992 na Slovensku. V roce 2002 převzali vedení společnosti Hansueli a Marcel Jüstrichovi ve třetí generaci.
Společnost JUST je zastoupena ve více než 30 zemích světa. Kromě Švýcarska jsou hlavními trhy Česká republika a Slovensko, Itálie, Francie, Rakousko, Chorvatsko, Slovinsko, Španělsko a Latinská Amerika s 9 zeměmi.